# Hans Pagenkopf
Hans Erich Viktor Pagenkopf (* 4. November 1901 in Finkenwalde; † 23. Februar 1983 in Münster) war ein deutscher Wirtschaftswissenschaftler und Kommunalpolitiker.

## Leben
Pagenkopf absolvierte nach dem Ende seiner Schullaufbahn ein Studium der Rechts- und Staatswissenschaft an den Universitäten Berlin, Göttingen und Köln. Das Studium schloss er in Göttingen 1925 als Diplom-Volkswirt ab und wurde 1926 in Köln zum Doktor der Rechte (Dr. jur.) promoviert. Von 1926 bis 1933 war er Justiziar bei den Klöckner-Werken in Hagen. 1934 wurde er in Berlin zum Doktor der Staats- und Wirtschaftswissenschaften (Dr. rer. pol.) „in Erfüllung einer Auflage der Erlangung eines Lehrauftrages auf dem Gebiet der Gemeindewirtschaft“ promoviert.
Von Januar 1930 bis April 1933 war er nebenamtlich Stadtrat in Hagen und bekleidete in dieser Stadt nach der „Machtergreifung“ ab dem 25. April 1933 das Amt des Bürgermeisters und Stadtkämmerers. Der NSDAP war er bereits zum 1. Oktober 1932 beigetreten (Mitgliedsnummer 1.344.414), bei der SA stieg er bis 1943 zum SA-Obersturmbannführer auf. Pagenkopf war zunächst Kreisamtsleiter und danach „Gauamtsleiter für Kommunalpolitik im Gau Westfalen-Süd“ und im Hauptamt für Kommunalpolitik der Reichsleitung der NSDAP als Hauptstellenleiter für Finanz- und Steuerfragen zuständig. Ab Februar 1936 war er Stadtkämmerer und erster Beigeordneter der Stadt Dortmund. Zudem wurde er Vorstandsmitglied der Dortmunder Stadtwerke AG. Zuvor hatte er zudem den stellvertretenden Vorsitz der Provinzialdienststelle Westfalen des Deutschen Gemeindetages sowie den Vorsitz der Arbeitsgemeinschaft westfälischer Finanzdezernenten übernommen.
An der Universität Münster dozierte Pagenkopf im Rahmen eines Lehrauftrages ab dem Sommersemester 1935 Gemeindewirtschaft bzw. ab 1938 Kommunalwissenschaft. Dort begründete er das Institut für Kommunalwissenschaften und wurde im November 1938 dessen erster Direktor (bis 1945). Im April 1943 wurde er zum Honorarprofessor in Münster ernannt.
Während des Zweiten Weltkrieges war Pagenkopf zeitweise Leiter der Abteilung VII beim Berück Süd.
Nach Kriegsende wurde Pagenkopf durch die alliierte Besatzungsmacht aus dem Amt entlassen. Im November 1948 wurde er als Mitläufer entnazifiziert. Eine geplante Wiederaufnahme des Verfahrens kam aufgrund des Entnazifizierungsabschlussverfahrens nicht mehr zustande. Durch das Landgericht Dortmund wurde die Stadt Dortmund im Juni 1953 verpflichtet, Pagenkopf seine Versorgungsbezüge ab April 1949 nachzuzahlen, etwa 42.000 DM.
Pagenkopf war als Autor, Rechtsanwalt und Honorarprofessor tätig. Er gehörte von 1962 bis 1969 geschäftsführend dem Vorstand des Instituts für Finanzen und Steuern in Bonn an und von 1968 bis 1971 der Steuerreformkommission der Bundesregierung.